# Canottaggio ai Giochi della XV Olimpiade - Due senza maschile
La competizione del due senza maschile dei Giochi della XV Olimpiade si è svolta dal 20 al 23 luglio 1952 al bacino di Meilahti, Helsinki.

## Programma
| Data           | Round            | Note                                                   |
| -------------- | ---------------- | ------------------------------------------------------ |
| 20 luglio 1952 | Batterie         | I primi 2 alle semifinali. I restanti ai recuperi.     |
| 21 luglio 1952 | Recuperi         | I vincitori al secondo recupero.                       |
| 21 luglio 1952 | Semifinali       | I vincitori in finale. I restanti al secondo recupero. |
| 22 luglio 1952 | Secondo recupero | I vincitori in finale.                                 |
| 23 luglio 1952 | Finale           |                                                        |

## Risultati

### Batterie
| Pos. | Nazione       | Atleti                              | Tempo  |
| ---- | ------------- | ----------------------------------- | ------ |
| 1    | Svizzera      | Kurt Schmid Hans Kalt               | 7'46"0 |
| 2    | Gran Bretagna | David Callender Christopher Davidge | 7'47"0 |
| 3    | Belgio        | Michel Knuysen Robert Baetens       | 7'48"9 |
| 4    | Stati Uniti   | Charles Logg Thomas Price           | 7'50"7 |

| Pos. | Nazione   | Atleti                             | Tempo  |
| ---- | --------- | ---------------------------------- | ------ |
| 1    | Australia | Don Palmer Victor Middleton        | 8'06"4 |
| 2    | Danimarca | Georg Egon Jensen Palle Tillisch   | 8'13"3 |
| 3    | Italia    | Bruno Gamba Antonio Saverio        | 9'21"2 |
| -    | Polonia   | Jan Świątkowski Stanisław Wieśniak | DQ     |

| Pos. | Nazione          | Atleti                            | Tempo  |
| ---- | ---------------- | --------------------------------- | ------ |
| 1    | Paesi Bassi      | Ben Binnendijk Carl Kuntze        | 8'00"4 |
| 2    | Argentina        | Alberto Madero Óscar Almirón      | 8'02"2 |
| 3    | Saar             | Klaus Hahn Herbert Kesel          | 8'09"5 |
| 4    | Unione Sovietica | Michaił Plaksin Wasilij Bagretsov | 8'12"3 |

| Pos. | Nazione   | Atleti                              | Tempo  |
| ---- | --------- | ----------------------------------- | ------ |
| 1    | Svezia    | Bernt Torberntsson Evert Gunnarsson | 7'54"5 |
| 2    | Francia   | Jean-Pierre Souche René Guissart    | 7'57"9 |
| 3    | Germania  | Heinz Renneberg Heinz Eichholz      | 8'03"3 |
| 4    | Finlandia | Bengt Ahlström Stig Winter          | 8'06"7 |

### Recuperi
| Pos. | Nazione          | Atleti                            | Tempo  |
| ---- | ---------------- | --------------------------------- | ------ |
| 1    | Belgio           | Michel Knuysen Robert Baetens     | 7:22.8 |
| 2    | Unione Sovietica | Michaił Plaksin Wasilij Bagretsov | 7:31.9 |
| 3    | Italia           | Bruno Gamba Antonio Saverio       | 7:43.4 |
| 4    | Finlandia        | Bengt Ahlström Stig Winter        | 7:47.9 |

| Pos. | Nazione     | Atleti                             | Tempo  |
| ---- | ----------- | ---------------------------------- | ------ |
| 1    | Stati Uniti | Charles Logg Thomas Price          | 7'28"4 |
| 2    | Polonia     | Jan Świątkowski Stanisław Wieśniak | 7'39"7 |
| -    | Saar        | Klaus Hahn Herbert Kesel           | DNF    |
| -    | Germania    | Heinz Renneberg Heinz Eichholz     | DNS    |

### Semifinali
| Pos. | Nazione   | Atleti                           | Tempo  |
| ---- | --------- | -------------------------------- | ------ |
| 1    | Svizzera  | Kurt Schmid Hans Kalt            | 7'37"7 |
| 2    | Australia | Don Palmer Victor Middleton      | 7'46"8 |
| 3    | Francia   | Jean-Pierre Souche René Guissart | 7'54"7 |
| 4    | Argentina | Alberto Madero Óscar Almirón     | 7'59"8 |

| Pos. | Nazione       | Atleti                              | Tempo  |
| ---- | ------------- | ----------------------------------- | ------ |
| 1    | Gran Bretagna | David Callender Christopher Davidge | 7'45"6 |
| 2    | Paesi Bassi   | Ben Binnendijk Carl Kuntze          | 7'53"2 |
| 3    | Svezia        | Bernt Torberntsson Evert Gunnarsson | 8'07"5 |
| 4    | Danimarca     | Georg Egon Jensen Palle Tillisch    | 8'15"7 |

### Secondo recupero
| Pos. | Nazione     | Atleti                           | Tempo  |
| ---- | ----------- | -------------------------------- | ------ |
| 1    | Stati Uniti | Charles Logg Thomas Price        | 7'36"2 |
| 2    | Danimarca   | Georg Egon Jensen Palle Tillisch | 7'47"1 |
| 3    | Australia   | Don Palmer Victor Middleton      | 7'50"5 |

| Pos. | Nazione     | Atleti                        | Tempo  |
| ---- | ----------- | ----------------------------- | ------ |
| 1    | Belgio      | Michel Knuysen Robert Baetens | 7'35"0 |
| 2    | Argentina   | Alberto Madero Óscar Almirón  | 7'41"0 |
| 3    | Paesi Bassi | Ben Binnendijk Carl Kuntze    | 7'44"7 |

| Pos. | Nazione | Atleti                              | Tempo  |
| ---- | ------- | ----------------------------------- | ------ |
| 1    | Francia | Jean-Pierre Souche René Guissart    | 7'57"1 |
| 2    | Svezia  | Bernt Torberntsson Evert Gunnarsson | 7'58"6 |

### Finale
| Pos.    | Nazione       | Atleti                              | Tempo  |
| ------- | ------------- | ----------------------------------- | ------ |
| Oro     | Stati Uniti   | Charles Logg Thomas Price           | 8:20.7 |
| Argento | Belgio        | Michel Knuysen Robert Baetens       | 8:23.5 |
| Bronzo  | Svizzera      | Kurt Schmid Hans Kalt               | 8:32.7 |
| 4       | Gran Bretagna | David Callender Christopher Davidge | 8:37.4 |
| 5       | Francia       | Jean-Pierre Souche René Guissart    | 8:48.8 |